# Шуманин, Юрий Иванович
Юрий Иванович Шуманин (2 ноября 1938 — 7 мая 1993) — советский военачальник, командующий Камчатской военной флотилией, вице-адмирал (24.10.1991).

## Биография
Родился 2 ноября 1938 года в городе Фрунзе в семье столяра-краснодеревщика и крестьянки. В 1937 году семья была вынуждена уехать из села Терса Еланского района Волгоградской области в Киргизию, спасаясь от раскулачивания и репрессий.
Отец — Шуманин Иван Константинович (1910—1942), погиб на фронте. Мать — Шуманина (Коннова) Мария Ивановна (1919—2002), работала в колхозе.
В 1955 году окончил Вязовскую среднюю школу (Еланский район, Сталинградская область)и поступил в Высшее военно-морское училище подводного плавания им. Ленинского комсомола. В 1959 году — окончил училище.
С 1959 по 1962 гг. — штурман средней ПЛ СФ.
C 1962 по 1972 гг. — помощник, ст. помощник командира подводной лодки К-77 проекта 651 35-й дивизии подводных лодок, пос. Видяево. Участник двух боевых служб в составе экипажа.
В 1972 году — окончил командное отделение Высших специальных офицерских классов. Назначен командиром подводной лодки К-203 проекта 651.
В 1975 году окончил Военно-морскую академию им. А. А. Гречко. Служил в должности заместителя командира бригады[уточнить] в составе 9-й эскадры подводных лодок (пос. Видяево).
С 1978 по 1980 — Военная академия Генерального штаба Вооружённых Сил СССР имени К. Е. Ворошилова.
С 1980 по 1981 год — командир 26 дивизии АПЛ в составе КТОФ (бухта Павловского, Приморский край).
С 1981 по 1985 год — начальник военно-морского управления Главного командования войск Дальнего Востока (пос. Сосновый Бор, Бурятская АССР).
С 1986 по 1989 год — начальник штаба Камчатской военной флотилии КТОФ.
С 1989 по 1993 год — командующий Камчатской военной флотилии КТОФ.
20 августа 1991 года на внеочередной сессии Совета народных депутатов Камчатской области в связи с августовским кризисом выступил против государственного переворота в стране и захвата власти Ельциным. Из КПСС не вышел, остался верен присяге СССР.
7 мая 1993 года — погиб в дорожно-транспортном происшествии на 27 км трассы Петропавловск-Камчатский — Елизово. Похоронен в селе Вязовка Еланского района Волгоградской области.
Награждён орденами «Красной Звезды», «За службу Родине в Вооружённых силах СССР», «Красной звезды» и многими медалями.

### Семья
- Супруга — Шуманина (Жукова) Кира Александровна (20 ноября 1938 года, г. Ленинград — 25 мая 1994 года). Похоронена в селе Вязовка Еланского района Волгоградской области.
  - Сын — Шуманин Вячеслав Юрьевич, 12 декабря 1962 года рождения. Офицер запаса. Проживает в Санкт-Петербурге.
  - Сын — Шуманин Владимир Юрьевич, 16 июня 1965 года рождения. Офицер запаса. Проживает в Петропавловске-Камчатском.

## Память

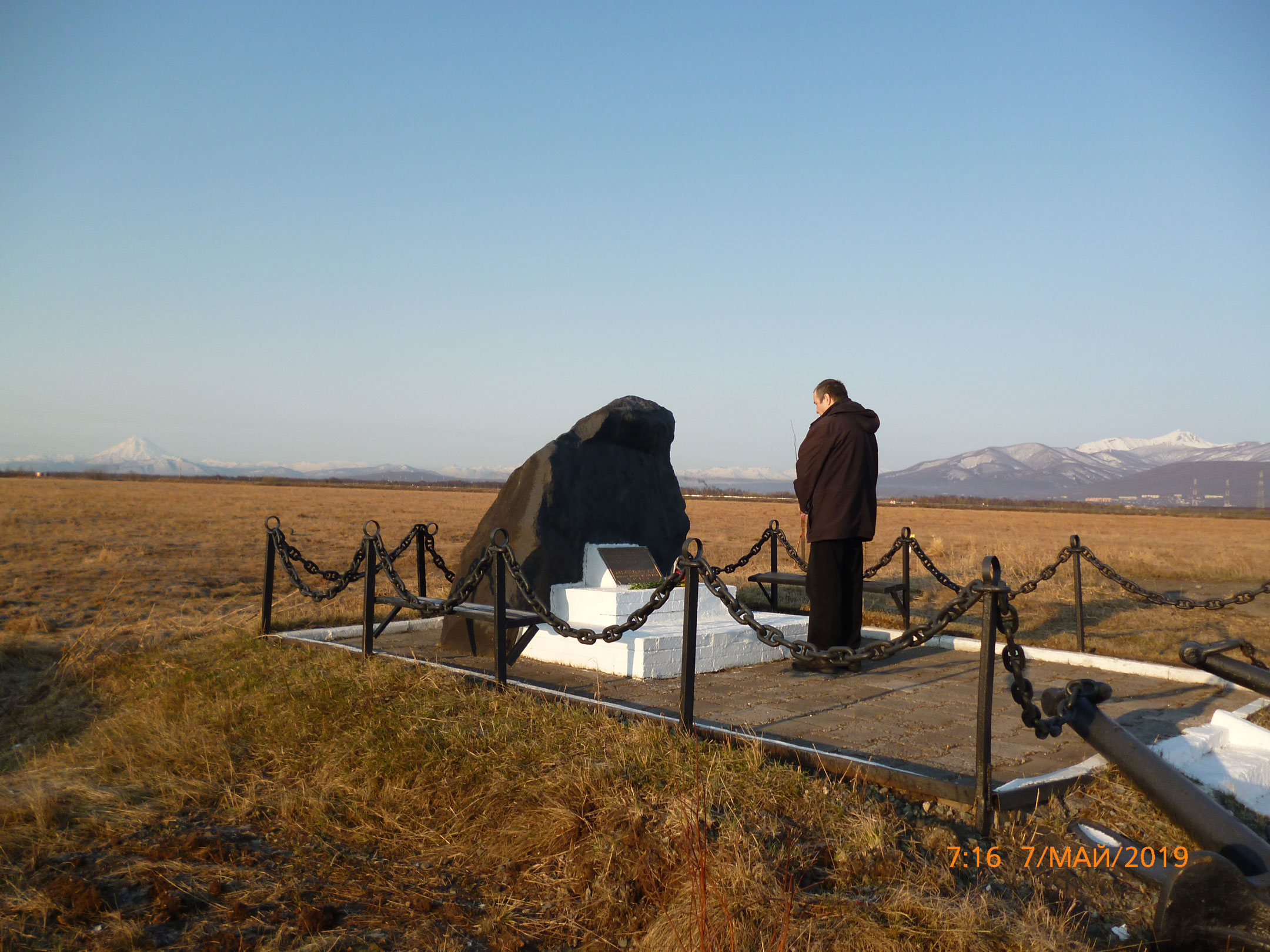
Памятный камень на месте гибели Ю. И. Шуманина на Камчатке

- На месте гибели Ю. И. Шуманина на Камчатке поставлен памятный камень.
- Именем Вице-адмирала Шуманина названа улица в селе Вязовка Еланского района Волгоградской области.